# Fruerlund
Fruerlund (dänisch ebenfalls Fruerlund, Sønderjysk Frulunj) ist ein Stadtteil der kreisfreien Stadt Flensburg in Schleswig-Holstein, der zur Region Angeln gezählt wird.

## Geographie
Der Stadtteil Fruerlund liegt im Nordosten von Flensburg. Er grenzt im Westen an die Flensburger Förde, im Norden an Mürwik, im Südosten an Engelsby und im Süden an Jürgensby. Er umfasst heute den Stadtteil nördlich der Nordstraße bis nach Mürwik, zum Osbektal und nach Engelsby-Dorf, die allesamt außerhalb von ihm liegen.

### Stadtbezirke und Gebiete Fruerlunds
Häufig wird Fruerlund auch als eine Art Stadtbezirk von Mürwik eingestuft. Offiziell gilt Fruerlund jedoch als ein Stadtteil von Flensburg mit eigenen Stadtbezirken. Die offiziellen Stadtbezirke sind Blasberg, Bohlberg und Fruerlundhof (teilweise abgekürzt: Hof). Das kleine, schmale Gebiet Kielseng gehört dabei zum Stadtbezirk Blasberg, obwohl es optisch eher mit dem Mürwiker Gebiet Sonwik verwachsen ist.
Weitere Gebiete die zu Fruerlund gehören sind Fruerlundholz sowie ein Teilbereich von Fruerlundmühle. Ein südlicher Gebietsbereich, der Anfang des 20. Jahrhunderts noch zur Landgemeinde Fruerlund gehörte, entspricht heutzutage ungefähr dem Stadtbezirk Engelsby-Süd (des Stadtteils Engelsby).

### Höhenlagen
Die in Fruerlund zu findenden Ortsbezeichnungen Tomatenberg, Blasberg, Bohlberg und Finisberg deuten auf verschiedene Höhenlagen hin. Die besagten Berge sind aber von ihren Erhebungen nicht immer ganz präzise verortbar. Der größte Teil von Fruerlund liegt deutlich oberhalb der Flensburger Förde. Das kleine, schmale Gebiet Kielseng bildet eine Ausnahme und liegt direkt an der Flensburger Förde.

## Geschichte

### Das ursprüngliche Fruerlund
Die älteste Erwähnung Fruerlunds stammt aus einem Gildestatut von 1468, in dem es heißt „to Fruerlunt“. Der Ortsname Fruerlund setzt sich zusammen aus dem dänischen oder niederdeutschen Fruer-, mit der Bedeutung Frauen- und dem Wort Lund, welches im dänischen einen Hain oder ein Gehölz bezeichnet. Der Ortsname lässt sich somit als „Frauenhain“ beziehungsweise „Frauengehölz“ übersetzen. Unklar ist, auf welchen genauen Hain und auf welche Frau(en) sich der Name bezieht. In Dänemark gibt es etliche Beispiele von Fruelund oder Fruerlund als Orts- und Familienname; In diesen Fällen wird wohl im Allgemeinen angenommen, dass auf Vor Frue (Unsere liebe Frau) hingewiesen wird, obwohl Frue möglicherweise auch auf den Besitz eines Gehölzes einer Edelfrau hinweisen könnte. Im Flensburger Fall sind im Übrigen Verbindungen zur Flensburger St. Marienkirche nicht belegt.
Fruerlund bestand ursprünglich und auch später aus keinem Zentraldorf. Irgendwann im Hochmittelalter oder Spätmittelalter entstand durch eine Adelbyer Aussiedlung zunächst ein Fruerlunder Einzelhof. Die Besitzer von Fruerlundhof (beziehungsweise Alt-Fruerlundhof) sind seit dem Jahr 1468 fast durchgehend überliefert. Seit dem 18. Jahrhundert ist die Existenz der zweiten Keimzelle des heutigen Stadtteils Fruerlund belegt.
Seit 1869 bildete Fruerlund eine Landgemeinde gemäß der preußischen Kommunalverfassung. Die Landgemeinde Fruerlund bezeichnete eine Gemarkung, die bei weitem nicht deckungsgleich mit dem heutigen Stadtteil ist. Fruerlund bestand damals geografisch aus einem schmalen, langen Gebietsstreifen, der von der Mürwiker Bucht über Fruerlundholz und Fruerlundhof bis zum Trögelsbyer Weg (genauer beim heutigen Kreuzungsbereich zur Richard-Wagner-Straße) bei Adelby reichte. Die Kernsiedlung von Fruerlund, Fruerlundhof, bestand damals aus zwei Höfen. Die beiden Fruerlunder Höfe gehörten zu den größeren landwirtschaftlichen Betrieben im Kirchspiel Adelby. Weiter nördlich lag die kleine Fischer- und Kätnersiedlung Fruerlundholz, deren Bewohner ihre Einkünfte durch Lohnarbeit und Fischerei verdienten. Nordwestlich des Dorfes Fruerlundholz befand sich die Fruerlunder beziehungsweise Fruerlundholzer Ziegelei. Den nördlichsten Punkt bildete die Einzelstelle Mürwik (die damals noch zur Gemeinde Fruerlund gehört). Dessen Name Mürwik bezeichnete ursprünglich nur eine Bucht im dortigen Bereich. Dort in Mürwik befand sich eine noch eine größere Ziegelei. Das damals noch kleine Mürwik entwickelte sich im 19. Jahrhundert zu einem viel besuchten Ausflugs- und Reiseziel mit Badestrand.
Im Jahr 1901 erhielt Fruerlund einen Bahnanschluss an der Südstrecke der Flensburger Kreisbahn nach Satrup. Dieser lag im Süden der Gemeinde an der Glücksburger Chaussee (heute: Glücksburger Straße). Auch dort bei Fruerlundmühle siedelten sich seit dem Anfang des Jahrhunderts offensichtlich Bürger an. 1901/1902 wurde am nördlichen Rand der Gemeinde Fruerlund beim ursprünglichen Mürwik die Torpedostation der kaiserlichen Marine gebaut. In der Nachbarschaft, auf dem gegenüberliegenden Seite der Osbek, auf dem Gebiet der Gemeinde Twedter Holz begann bald darauf der Bau der Marineschule Mürwik.

### Eingemeindung und ihre Folgen

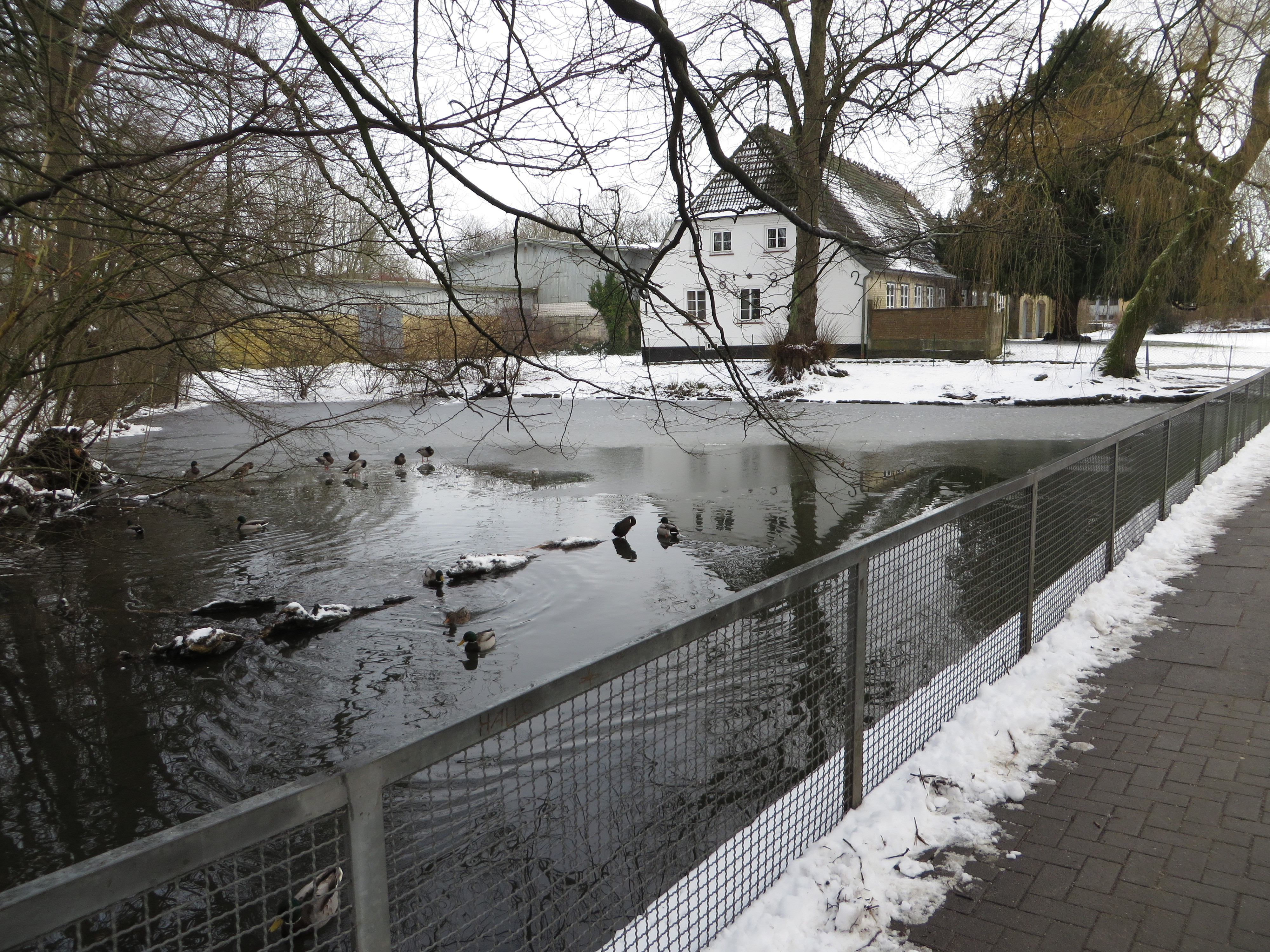
Alt-Fruerlundhof 1 mit Teich im Schnee (Januar 2015)

Am 1. April 1910 wurde Fruerlund gemeinsam mit den Nachbargemeinden Twedter Holz, Twedt und Engelsby nach Flensburg eingemeindet.
Später erfuhr der Gebietsname Fruerlund offenbar einen erheblichen Bedeutungswandel.
Der Flottenstützpunkt der kaiserlichen Marine, der auf dem Gemeindegebiet von Fruerlund und Twedter Holz errichtet worden war, wurde nach den Eingemeindungen der beiden Gemeinden offenbar immer häufiger dem noch jungen Mürwik namentlich zugeordnet. Mürwik entwickelte sich in Folge des militärischen Ausbaus immer mehr zu einer städtischen Siedlung. Auch im nahen Fruerlundholz wurden mehrstöckige Wohnhäuser gebaut. Eine neue Hauptstraße vom Flensburger Hafermarkt nach Mürwik, auf der auch die Straßenbahnlinie 3 verkehrte, entstand bis zum Jahr 1912 und begünstigte das weitere Wachstum.
Nach der Eingemeindung Fruerlunds nach Flensburg wurden neue Stadtteilgrenzen definiert. Zum Stadtteil Fruerlund zählt heute auch der Blasberg mit dem Volkspark und Sportanlagen. Besagter Bereich gehörte ebenso wie Kielseng am Osthafen früher zur Gemarkung beziehungsweise Landgemeinde Jürgensgaard. Auch die zum Hospital gehörende Ballastbrücke wird heute als Teil von Fruerlund betrachtet. Der südlich der 1953 erbauten Nordstraße gelegene Ortsteil mit dem ehemaligen Bahnhof zählt heute zum Stadtteil Jürgensby, der kleinere Teil östlich des Lautrupsbachs zu Engelsby. Nur die nahe dem ehemaligen Bahnhof gelegene Bushaltestelle erinnert noch daran, dass dieses Gebiet ursprünglich zu Fruerlund gehört hatte. Der ehemalige nördliche Teil von Fruerlund sowie das gesamte ehemalige Gemeindegebiet von Twedter Holz und der Norden des ehemaligen Gemeindegebietes von Twedt wurden letztlich zum Stadtteil Mürwik zusammengefasst.

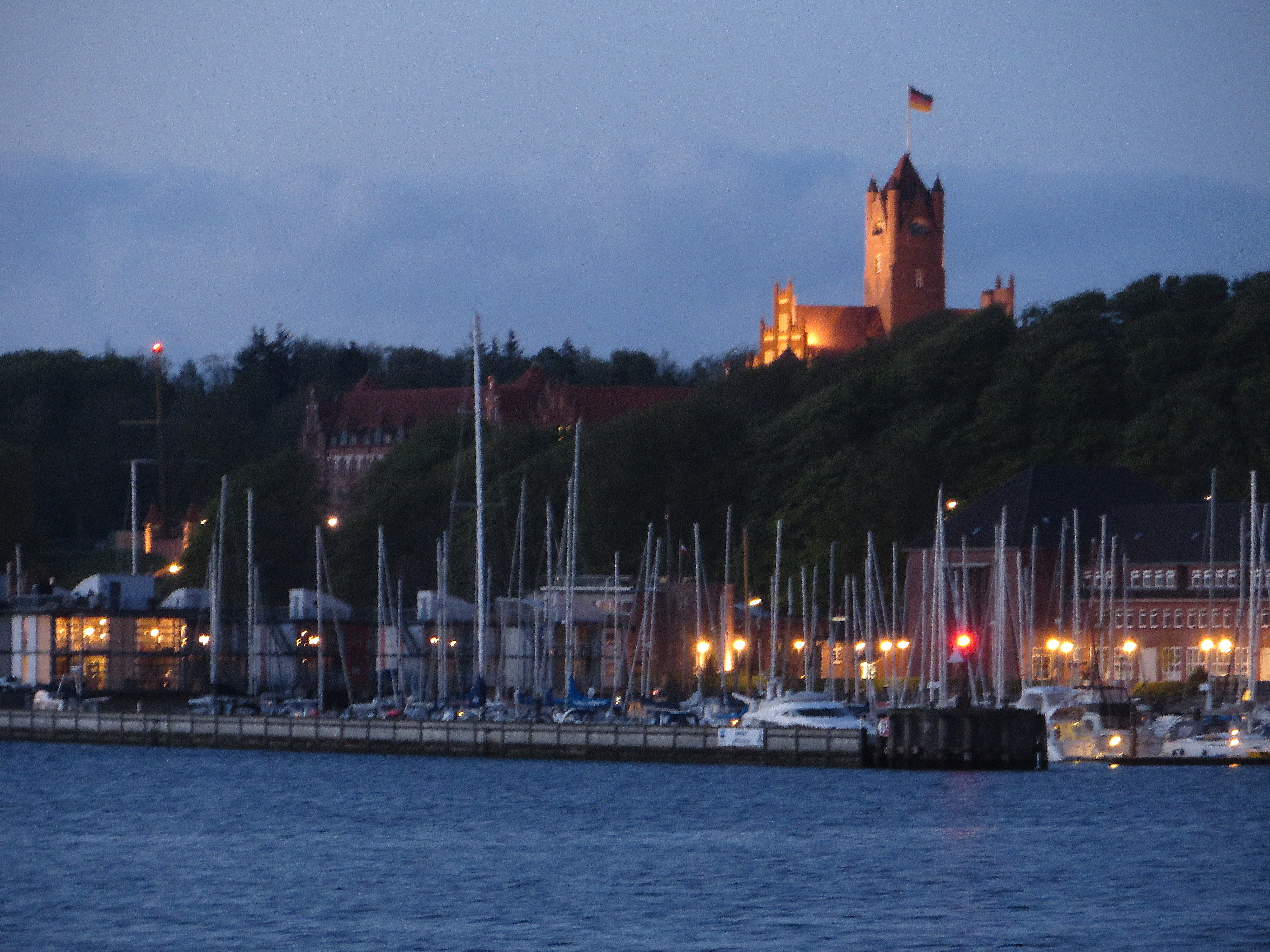
Abendlicher Blick von Kielseng zum benachbarten Sonwik, mit der dahinter liegenden Marineschule Mürwik, dem Roten Schloss. Fruerlund wird auch heute noch häufig als ein Teil von Mürwik angesehen.

### In der Zeit des Nationalsozialismus
Mitte der 1920er Jahre wurde der Volkspark mit dem zugehörigen Stadion angelegt. 1932 hielt Adolf Hitler dort eine Wahlrede zur preußischen Landtagswahl. Im Jahr darauf erfolgte die Nationalsozialistischen Machtergreifung. Zum Ende des Zweiten Weltkrieges ließ sich die letzte Reichsregierung im Sonderbereich Mürwik nieder, zu dem auch das gesamte Fruerlunder Gebiet gehörte. Nachdem der letzte Reichspräsident Karl Dönitz am 7. Mai 1945 die Bedingungslose Kapitulation der Wehrmacht erklären ließ, wurde die Stadt Flensburg vom 8. bis zum 13. Mai durch britische Truppen besetzt, mit Ausnahme des Mürwiker Sonderbereiches, der erst am 23. Mai besetzt wurde.

### Nachkriegszeit

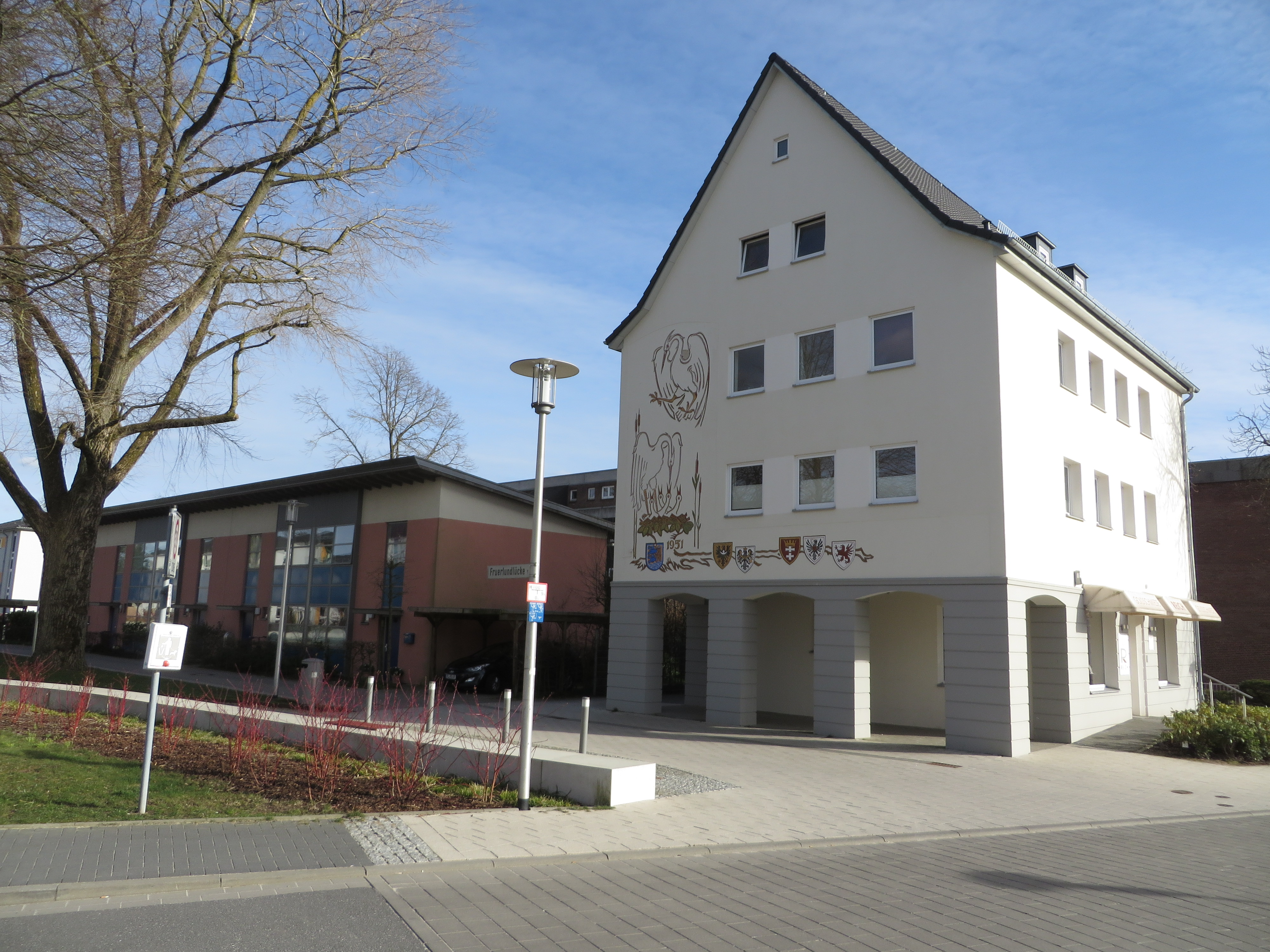
Das Turm-Haus am Nettelbeckplatz (Zentralbereich von Flüchteby)

Nach dem Krieg, der durch den Zustrom von Flüchtlingen vor allem aus Hinterpommern und Ostpreußen Flensburgs Einwohnerzahl auf über 100.000 steigen ließ (vgl. Einwohnerentwicklung von Flensburg), wurde Fruerlund stark bebaut. Zunächst entstand das Wohngebiet um die Fruerlundlücke nordwestlich von Alt-Fruerlundhof. Es war Flensburgs größtes Neubaugebiet der frühen 1950er Jahre und entstand im Rahmen des ERP-Programms „10.000 Flüchtlingswohnungen“. Das Gebiet war von zwei- bis dreistöckigen Häuserreihen, in einigen Straßen auch von kleineren Reihenhäusern geprägt, die auf der Grundlage der Typengebäude des Sonderprogramms aus den Mustergrundrissen und Typenplanungen der Arbeitsgemeinschaft für zeitgemäßes Bauen e. V. (ARGE//eV) entwickelt wurden. Bauträger war der Selbsthilfe-Bauverein, der im Rahmen des Sonderprogramms in drei Baufeldern („Fruerlund I, II und III“) mit 285 Wohnungen und 9 Ladengeschäften startete. Im Volksmund wurde das Viertel manchmal Flüchteby genannt, da sich hier deshalb viele Flüchtlinge und Heimatvertriebene niederließen und da die meisten Straßennamen an die früheren deutschen Ostgebiete erinnern. Die Anhäufung ostpreußischer Straßennamen geben auch heute noch diesem Gebiet den umgangssprachlichen Namen Klein Ostpreußen oder Klein Königsberg. Zentrum war der Nettelbeckplatz an der Kreuzung Fruerlundlücke-Mühlenholz (der alten Verbindung von Jürgensby mit Blasberg und Mürwik), der später nach dem Gründer des Selbsthilfe-Bauvereins und Flensburger Stadtbaurat Willi Sander umbenannt worden ist. Seit 2010 lassen Stadt und Selbsthilfe-Bauverein das Gebiet komplett umgestalten, da die Häuser stark sanierungsbedürftig geworden sind und die Wohnungen als nicht mehr zeitgemäß aufgefasst werden. Weite Teile des Viertels werden seither durch Neubauten ersetzt. In den 1960er Jahren errichtete man ein großes Wohngebiet mit Wohnblocks und einzelnen Hochhäusern unmittelbar südlich von Fruerlundholz.

### Der Stadtteil heutzutage
Um 2016 wurden große Teile des Stadtteils umgebaut.

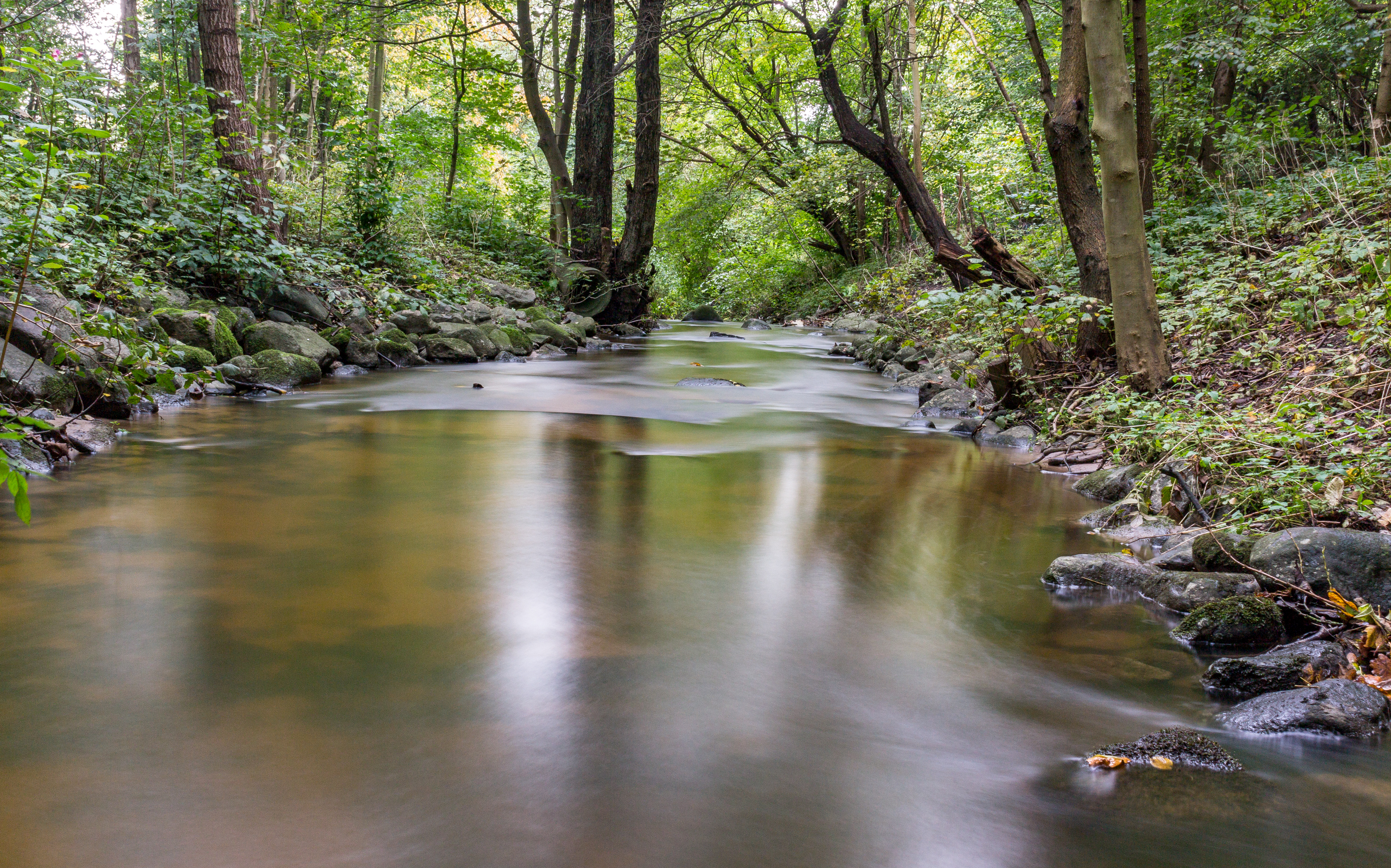
Der untere Verlauf des Lautrupsbachs.

## Kultur und Sehenswürdigkeiten
Fruerlund zählt eine ganze Anzahl von Kulturdenkmalen, beispielsweise den Volkspark. Auch verschiedene Bereiche des Flensburger Hafens werden heute zum Stadtteil gerechnet, so beispielsweise auch das Kapitänshaus, das Fischerhaus, das Rönnenkamp-Stift in der Straße Ballastbrücke sowie der Ballastkai-Speicher. In der Liste der Kulturdenkmale in Flensburg-Fruerlund sind die in der Denkmalliste des Landes Schleswig-Holstein eingetragenen Kulturdenkmale zu finden.
Der grüne Korridor des Lautrupsbachs ist Teil eines Grünzuges der vom Flensburger Hafen, über den besagten Bachlauf, dem Adelbyer Gebiet, dem Vogelsang, Blocksberg und dem Tremmeruper Wald, bis zum Schloss Glücksburg reicht.
2016 wurde das Robbe & Berking Yachting Heritage Centre beim Flensburger Industriehafen, ein privat finanziertes Museum, eröffnet.

## Wirtschaft und Infrastruktur
Das Einkaufsbereich des Stadtteils lag ursprünglich an der Travestraße nahe südöstlich des alten Fruerlundholz, doch sind die meisten Geschäfte der beiden Ladenzeilen heutzutage nicht mehr vorhanden. Heutige Einkaufsmöglichkeiten befinden sich an der stärker frequentierten Mürwiker Straße.
1953/54 wurde das Mutterhaus der DRK-Schwesternschaft Elsa Brändström vom Marinelazarett Flensburg-Mürwik nach Fruerlund verlegt.
Im Jahre 1972 wurden Die Mürwiker Werkstätten gegründet. Die besagte soziale Einrichtung im Stadtteil Fruerlund betreibt Werkstätten, Wohnstätten und ambulant betreute Wohnmöglichkeiten für Mitmenschen mit Behinderungen. (Die Mürwiker Werkstätten haben mittlerweile an verschiedenen Orten Schleswig-Holsteins Standorte eröffnet.)
Am Rande vom Stadtteil Mürwik nach Fruerlund hin befindet sich die Polizeistation Mürwik-Fruerlund.

## Kirche

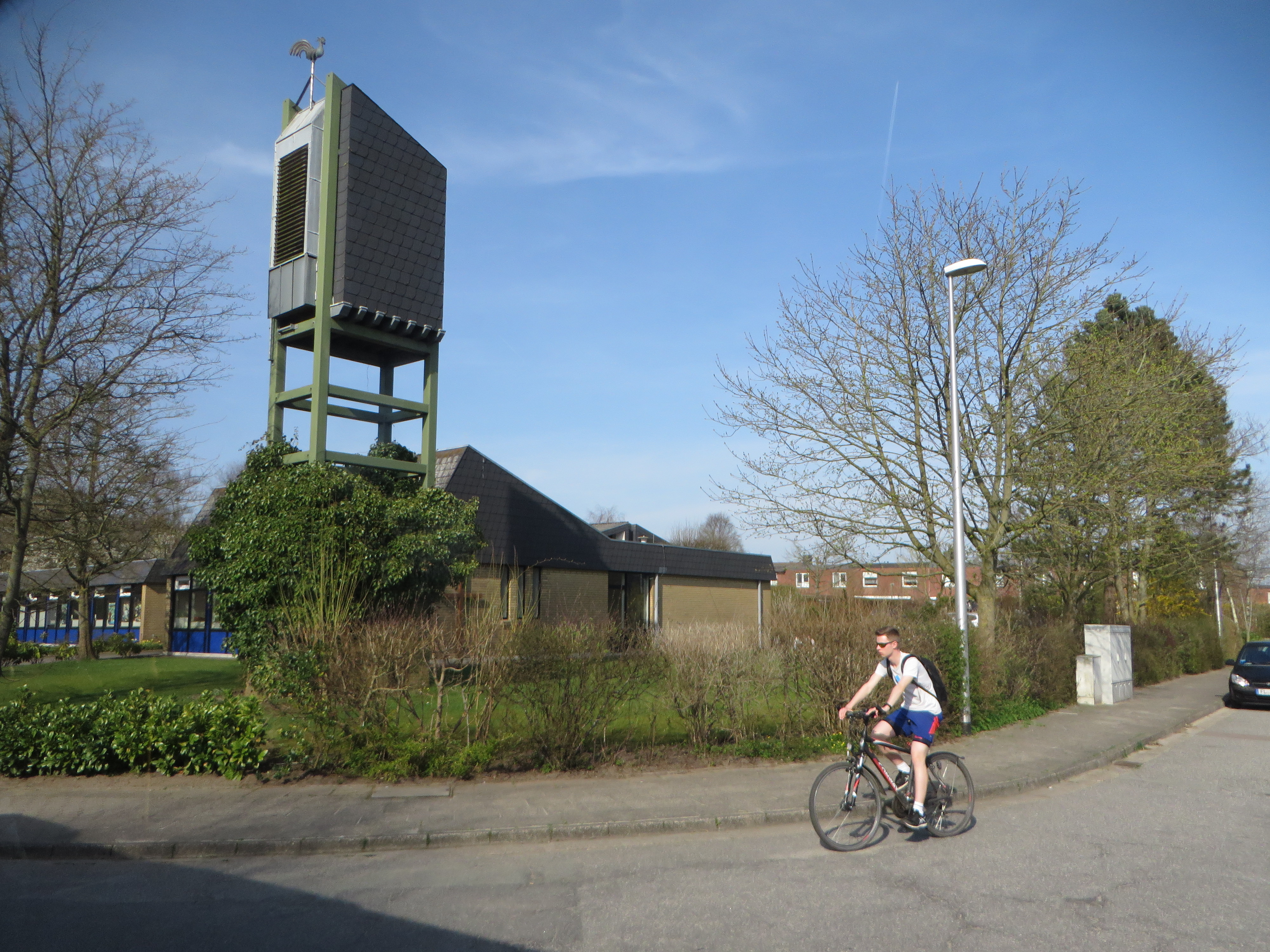
Gemeindezentrum Fruerlund

Schon 1932 war in Mürwik eine kleine Kapelle errichtet worden, welche 1957/58 von der Christuskirche abgelöst worden war. Anfang der 1980er Jahre wurde die evangelisch-lutherische Kirchengemeinde Fruerlund eingerichtet. Der offenbar zeitgleich errichtete Kirchengebäudekomplex mit der Adresse Fruerlundhof 1 (Lage) besteht aus einem modernen Gemeindezentrum, einem Glockenturm sowie dem zugehörigen Jugendzentrum Alsterbogen. Der Gemeindesaal mit Altar, Kanzel, Taufbecken, Lesepult sowie einer digitalen Orgel, für die Gottesdienste der Gemeinde, wurde durch den Künstler Uwe Appold ausgestaltet. Im Jahr 2004 zählte die Kirchengemeinde rund 3700 Gemeindeglieder. 2017, nachdem weitere Wohnhäuser in Fruerlund entstanden waren, zählte die Kirchengemeinde schon ungefähr 6000 Gemeindemitglieder.

## Schulen
Die 1884 eingerichtete alte Engelsbyer Schule hatte im Süden der Gemarkung Fruerlund gelegen. Noch früher hatten die Fruerlunder Kinder zur Schule nach Adelby gehen müssen. 1956 wurde die Fruerlunder Schule nahe Alt-Fruerlundhof (im Straßenbereich Bohlberg Nr. 56 bis 58) als Grund- und Hauptschule eröffnet. Der Hauptschulbereich wurde 2010 geschlossen. Mit der Realschule Ost (seit 1991: Integrierte Gesamtschule Fridtjof-Nansen-Schule Flensburg) und dem Fördegymnasium Flensburg sowie der Friholtschule, einer Förderschule, wurden beim Ortsteil mehrerer Bildungseinrichtungen, deren Bedeutung über den Lokalbereich hinausgeht, eingerichtet.
2004 erfolgte der Abriss der zuvor aufgegebenen Gebäude der Pädagogischen Hochschule beim Volkspark. Ein identitätsstiftendes Element des Stadtteils Fruerlund ging mit der Verlegung der Hochschule zum Sandberg verloren.